# Sedmisyn jasmínovitý

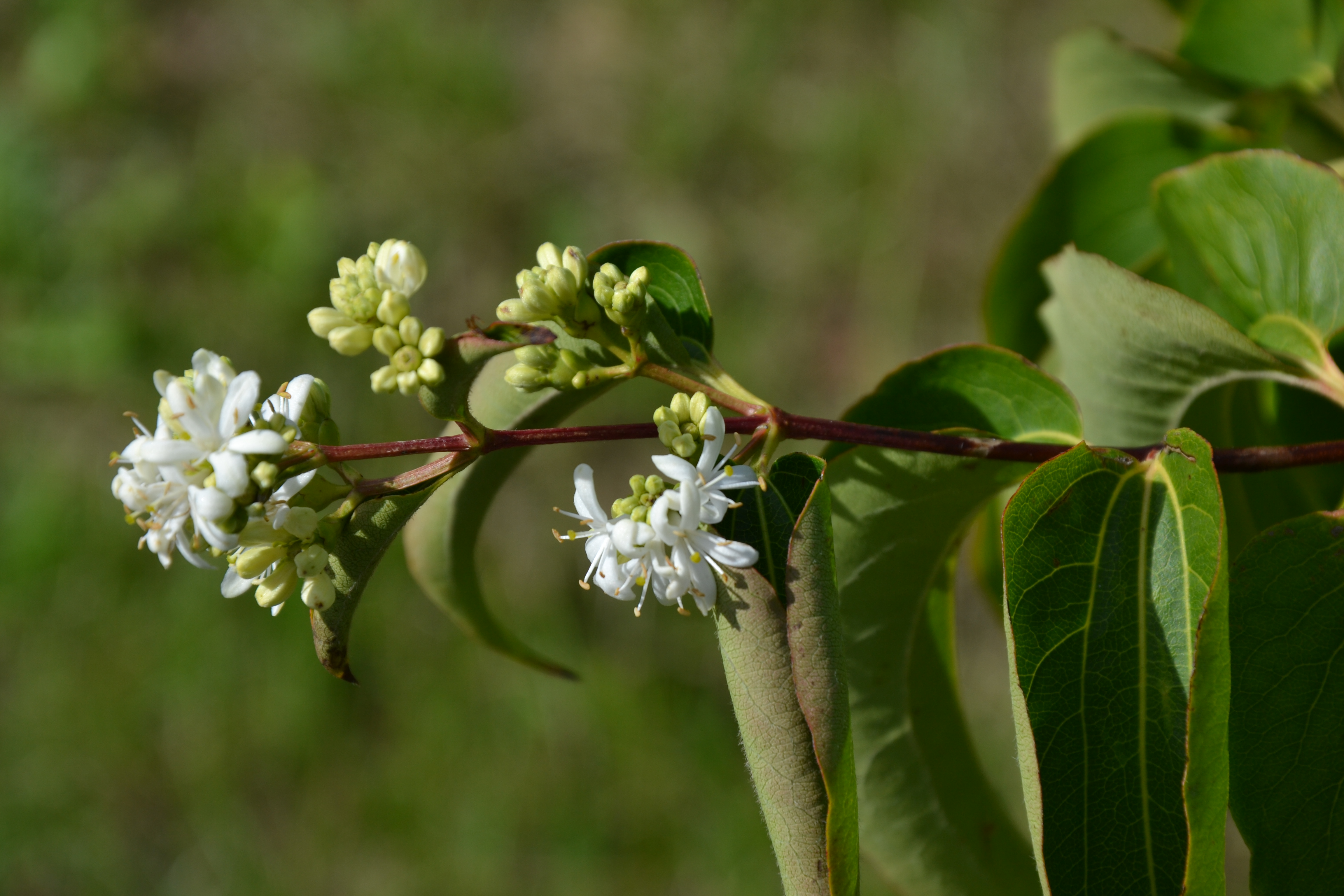
Rozvíjející se květenství

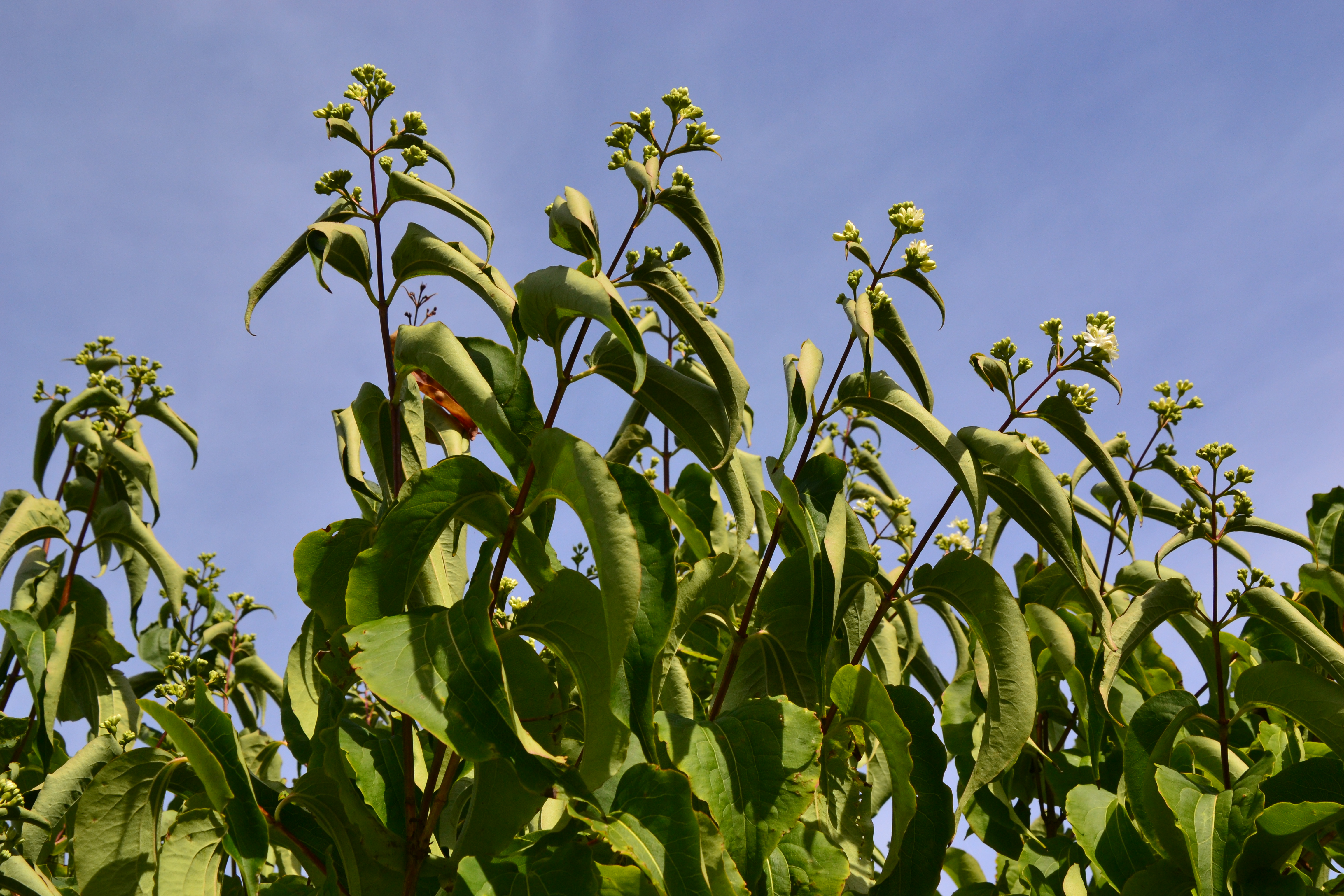
Květenství na koncích letorostů

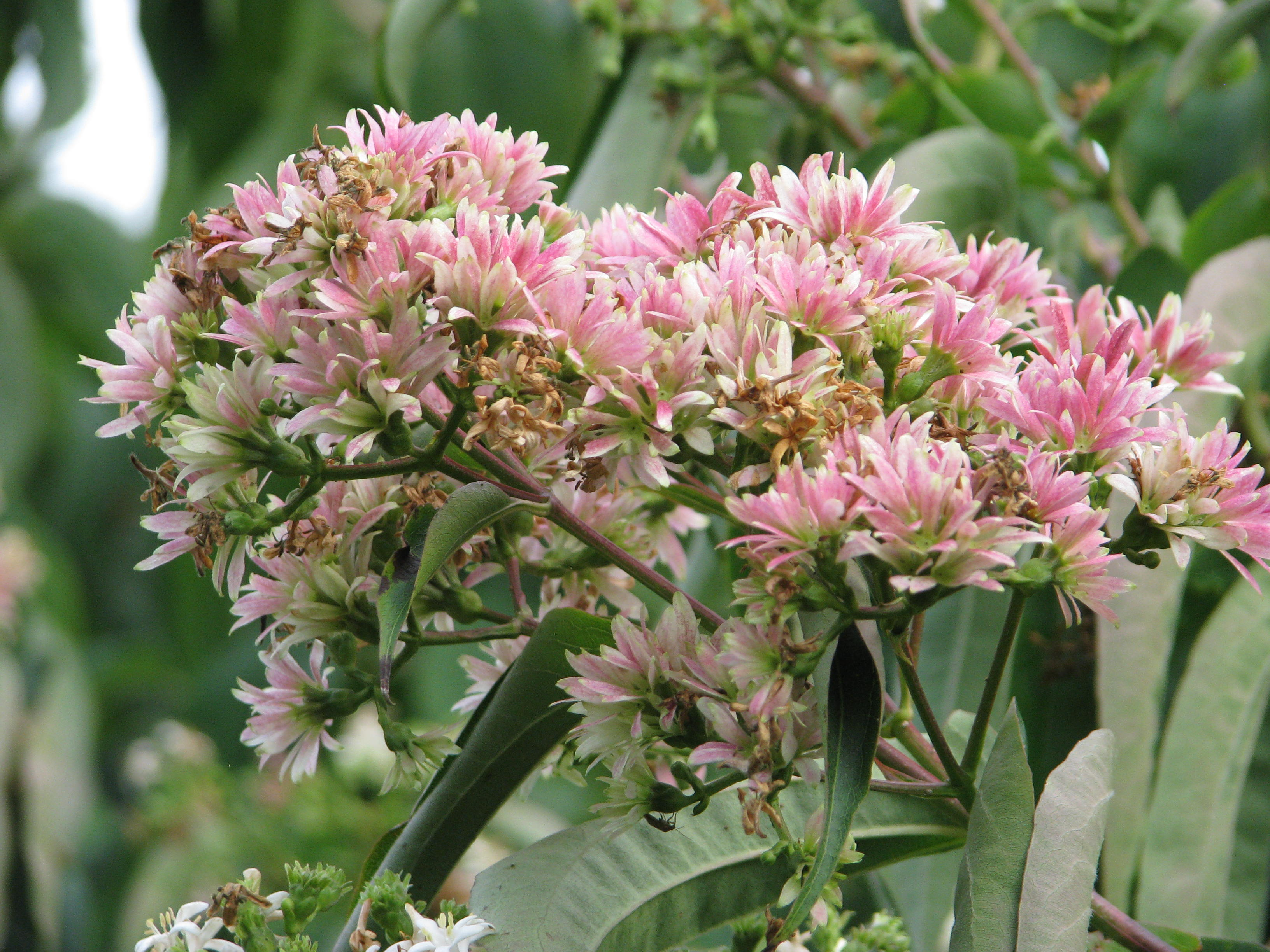
Růžové kalichy květů po opylení

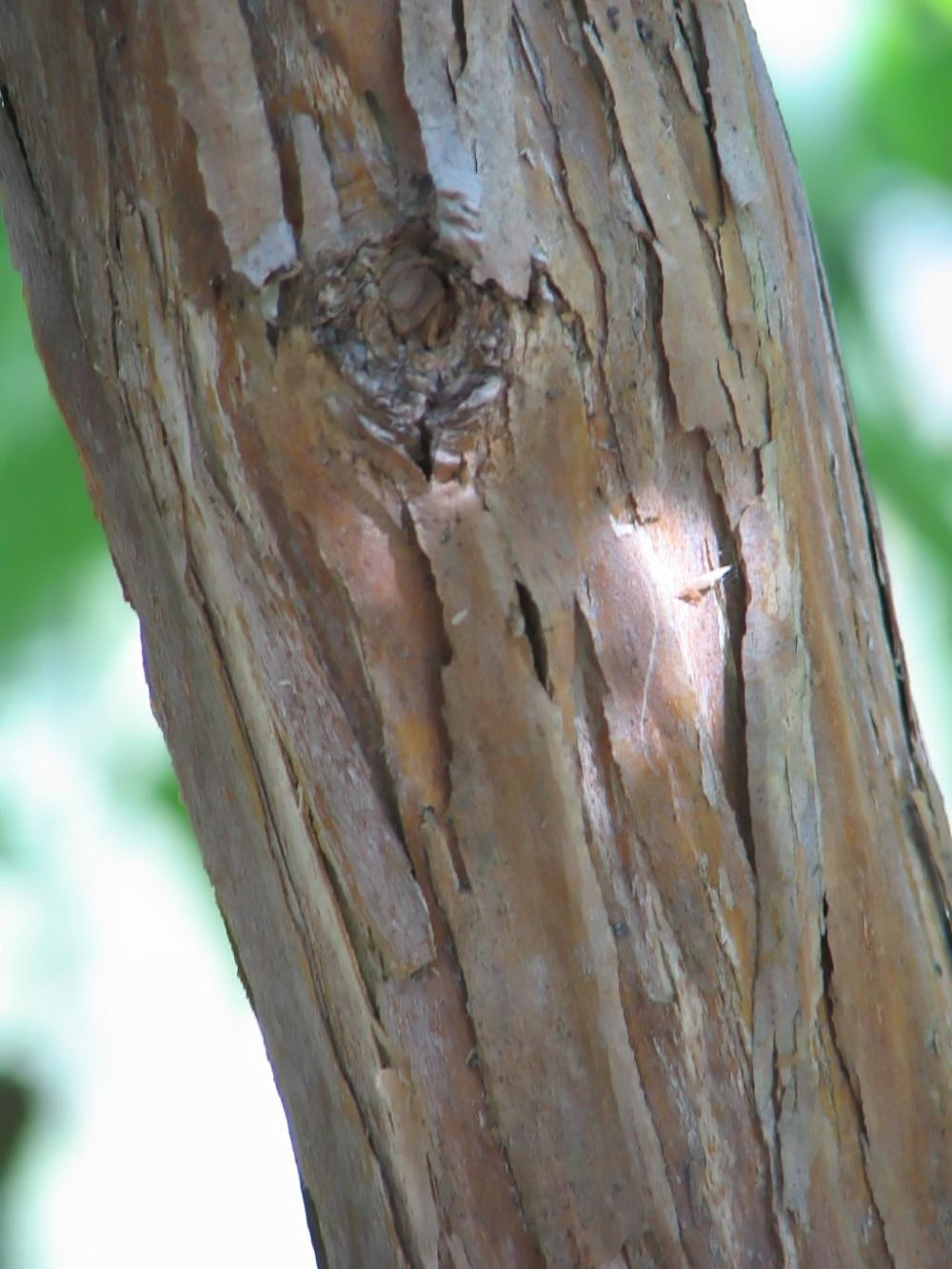
Starší kmínek s loupající se kůrou

Sedmisyn jasmínovitý (Heptacodium miconioides) je opadavý, vzrůstem vyšší keř, jediný druh monotypického rodu sedmisyn. Je endemitem Číny, kde se vyskytuje v provinciích An-chuej, Chu-pej a Če-ťiang v centrální a jižní části východní Číny. Na tomto území převládá temperátní klíma mírného podnebného pásu, kde je počasí většinou teplé, vlhké a vliv monzunů je slabší.
Dřevina byla roku 1907 objevena Ernestem Wilsonem v prefektuře Xingshan v provincii Chu-pej a roku 1916 vědecky popsána Alfredem Rehderem, pak z očí nečínských botaniků na mnoho let zmizela. Až v roce 1980, po více než třicetiletém embargu, byl povolen vstup cizím vědcům na čínské území a rostlina byla čínsko-americkou botanickou expedicí pro západní svět znovu objevená.
Vědecké jméno rodu Heptacodium je sloučenina řeckých pojmů "hepta (έπτά)" pro sedm a "codeia (κώδειά)" pro makovici, jako odkaz na neobvyklé uspořádání sedmi pupenů v květenství. Přestože pupeny jsou si vzhledově podobné, květních je pouze šest a střední je vrcholový, je pokračováním osy květenství. Druhové jméno miconioides ukazuje na povrchní podobu rostliny s rodem Miconia (širál). Čínské jméno rostliny zní "květ sedmého syna Zhejiang" (七 子 花 qi zi huā) a anglický se překládá "květ sedmého syna", odtud je odvozeno české rodové jméno "sedmisyn", druhové jméno "jasmínovitý" pochází od jasmínové vůni rozkvetlých květů.

## Ekologie
Dřevina roste roztroušeně po okrajích i v řídkých listnatých lesích, v křovinách na kamenitých svazích i na špatně přístupných skalnatých březích řek, obvykle v nadmořské výšce od 600 do 1000 m n. m. Nejlépe se ji daří ve vlhké, ale dobře odvodněné půdě, jež není příliš zásaditá a má dostatek humusu, prospívá také osluněné stanoviště. V teplém létě trpí na suchém místě nedostatkem vláhy, což se projevuje na kvetení. Snáší bez problémů zimy s teplotou -22 až -24 °C, při poklesu pod -30 °C mírně namrzá. Květy rozkvétají nejčastěji v červenci až září a plody uzrávají v září až listopadu, při chladném podzimu bývají zasaženy i prvními mrazíky a plody nedozrají. Ploidie druhu je 2n = 28.
Přirozeně rostoucí rostlině obvykle vyrůstá z kořene několik pevných stonků s bočními výhonky, jež tyto stonky postupně přerůstají a keř zahušťují. Tím se potlačují příští bazální výhonky a další růst nastává hlavně z horní části rostliny buď formou slabých výhonků na špičkách větví, nebo z horních větví ven vyklenutých, v nichž nastává vrcholová dominance. Některý z původních stonků však časem mívá tendenci energetického růstu, silně přirůstá směrem vzhůru a vytváří nepravý kmen. To dává pěstiteli příležitost řezem povzbudit další vývoj tohoto stonku a vypěstovat jednokmenný strom. Není to však přirozená vlastnost této dřeviny.

## Popis
Opadavý, vzpřímeně rostoucí keř, vysoký i přes 5 m, s lysými stonky a šedobílou kůrou, jež se ve stáří odlupuje. Na mladých, červenohnědých, řídce chlupatých větvích vyrůstají vstřícně převislé, jednoduché, řapíkaté listy, 8 až 15 cm dlouhé a 5 až 9 cm široké. Jejich lesklé, kožovité, tmavozelené, vejčitě kopinaté čepele jsou na bázi uťaté, na vrcholu zašpičatělé (někdy do ocásku), po obvodě celokrajné a na rubu na třech podélných žilkách řídce chlupaté. Listy jsou bez palistů.
Květy jsou přisedlé, smetanově bílé a vonné, asi 15 mm velké a vyrůstají ve dvou srostlých protilehlých přeslenech (jen zdánlivě v jednom šestičetném) s jedním terminálním pupenem uprostřed, z něhož se po opadu okvětí prodlouží osa květenství a může na ní vyrůst další květenství. Oba přesleny mají po dvou zákrovních listenech a stejně tak i každý květ má své dva listeny. Četná květenství společně vytvářejí terminální laty až 15 cm dlouhé a 9 cm široké.
Oboupohlavný květ má pět úzce eliptických kališních lístků, v době kvetení velkých asi 2,5 mm, které jsou vytrvalé a po opylení se prodlužují a dostávají narůžovělou barvu. Pravidelná bílá koruna je pětičetná, trubkovitá až nálevkovitá a dlouhá až 15 mm, u dna má nektaria a vně je hustě chlupatá. Korunní trubku přesahuje pět chlupatých, jen v horní části volných tyčinek s úzce eliptickými prašníky s hnědým pylem. Semeník je třídílný, ve dvou oddílech jsou vajíčka sterilní a třetí má jediné plodné. Chlupatá čnělka, asi 7 mm dlouhá, je zakončená světle zelenou diskovitou bliznou. Opylení zajišťuje létající hmyz, hlavně motýli a čmeláci, kterým květy poskytují dostatek nektaru.
Plody jsou úzce eliptické, kožovité nažky asi 10 mm dlouhé a ve zralosti fialově červené, na povrchu hedvábně chlupaté. Obsahují jediné semeno velké 5 mm s blanitým oplodím a dužnatým endospermem. Nažka má na konci nápadný, během zrání prodloužený růžovonachový kalich dlouhý až 10 mm.

## Rozmnožování
Rozmnožuje se semeny, která ale při pozdním kvetení někdy nemají čas dozrát. Plodná semena vyklíčí do pěti měsíců při teplotě okolo 20 °C. Jinak se rostliny množí řízkováním, při kterém se sázejí polovyzrálé řízky koncem jara či počátkem léta a udržují se ve vysoké vzdušné vlhkosti.

## Význam
Sedmisyn jasmínovitý bývá ojediněle pěstován v botanických zahradách a parcích jako nenáročná okrasná dřevina, která prospívá i ve středoevropských klimatických podmínkách. Plně mrazuodolná dřevina vyniká hlavně svými bílými, vonnými květy vykvétajícími v neobvyklou dobu, v pozdním létu. Starší exempláře jsou nápadné i svou odlupující se tenkou, jakoby papírovitou kůrou. V České republice roste ve VÚKOZ v Průhonicích či v Botanické zahradě Přírodovědecké fakulty Univerzity Palackého v Olomouci.

## Ohrožení
Ve volné přírodě se tento druh vyskytuje sice na velké ploše, ale jen řídce a pouze v několika oblastech. Přestože není těžen pro dřevo, bývá kácen současně s mýcením lesů a ve volné přírodě přetrvává pouze devět známých populací. Je proto organizaci IUCN zařazen do kategorie zranitelných druhů (VU). Dřevina se dobře množí a nyní bývá pro ozdobu pěstovaná v mnoha zemích, proto její bezprostřední vyhynutí nehrozí.